# بوب رالستون
بوب رالستون (بالإنجليزية: Bob Ralston) هو عازف بيانو أمريكي، ولد في 2 يوليو 1938 في آبلاند في الولايات المتحدة.

## وصلات خارجية
- بوب رالستون على موقع ميوزك برينز (الإنجليزية)
- بوب رالستون على موقع ديسكوغز (الإنجليزية)